# Félix Moyano Casiano
Félix Moyano Casiano (Córdoba, 2 de julio de 1993) es un poeta español.

## Trayectoria
Moyano es graduado en Filología Hispánica por la Universidad de Córdoba (España) y Máster en Literatura Española e Hispanoamericana, Teoría de la Literatura y Literatura Comparada por la Universidad de Salamanca.

## Obra
Libros:
- Insostenible (II Premio Valparaíso de Poesía; Valparaíso Ediciones, 2017).[1]
- Los amores autómatas (XXXIV Premio Andaluz de Poesía “Villa de Peligros”; Diputación de Granada, 2019.[2]
- La deuda prometida (Accésit de la 75.ª edición del Premio Adonáis de Poesía; Rialp, 2022).[3]
- Cuando llegue la hora (XV Premio de Poesía Joven RNE; Pre-Textos, 2023).[4]

En Antologías:
- Algo se ha movido: 25 jóvenes poetas andaluces (Esdrújula Ediciones, 2018).
- Piel Fina. Poesía joven española (Ediciones Maremágnum, 2019).
- Antología de las mejores poesías de amor en lengua española (ed. Luis María Anson, La esfera de los libros, 2020).
- Cuando dejó de llover: 50 poéticas recién cortadas (Sloper, 2021).
- Prohibido fijar carteles: 30 poetas sin tierra (PUCE, 2022).

## Premios
- II Premio Valparaíso de Poesía.
- XXXIV Premio Andaluz de Poesía “Villa de Peligros”.
- Finalista de la 74.ª edición del Premio Adonáis de Poesía.
- Finalista XIX Premio Dionisia García.
- Accésit de la 75.ª edición del Premio Adonáis de Poesía.
- XV Premio de Poesía Joven RNE.